# シクフォニ
シクフォニとは、いれいすのないことすたぽらのCoe.をゲストに招いて行われた超大型オーディション、『Project Nova Create』によって選ばれた「運命を掴み取る最強の6人」のコンセプトで活動する男性6人による2.5次元タレントグループ。
2022年8月12日に結成された。
2024年7月28日に所属事務所であったVOISINGからの退社を発表し、29日に独立した
。2025年4月30日、グループのYouTubeチャンネルの登録者数は100万人に到達した。

## 概要
- グループ名「SIXFONIA(シクスフォニア)」の由来は、英語で6を表す『Six』と、交響曲を表す『sinfonia』からなる造語であり、『6人で新しい音楽を作っていく』という意味が込められている[3]。
- リスナー参加型の企画を多く[独自研究?]行っており、グループ名である『SIXFONIA』も、結成後、X（旧：Twitter）にて視聴者の投票によって決定した。その他の選択肢としては、『あくつよ(アクマが集う夜に。)』『せかした(セカイ支配したくね？)』があった。その際のロゴ案を描いていたのはメンバーであるすちである。[要出典]また、YouTubeチャンネル登録者10万人記念に貰う「銀の盾」に刻まれる名前も、Xでの視聴者投票によって決められた。[4]
- グループのリーダーはLANだが、動画や生配信等では、主にいるまが司会・進行を行っている。[要出典]
- メンバーのすちは活動休止していた間もグループの活動には携わっており、動画・生配信のサムネイル制作を中心とし、[要出典]銀の盾の開封動画には、手だけではあったが動画に参加していた。[独自研究?]現在は活動復帰している。
- 半年に一回程度の頻度でシクフォニYouTube公式からアップされる長尺動画では、Xという謎に満ちた人物が企画を盛り上げている。また、ドッキリ企画でもスタッフが参加するなど仲の良さがうかがえる。[独自研究?]
- 『マイクラ15周年記念リレー』や、『マイクラ肝試し2024～ぼくらの夏やすみ～』に参加など、マインクラフトに関する企画に出場している。[いつ?]
- マイクラ界隈の活動者とのコラボも増えており、さんちゃんく！[5]やメメントリなどとのコラボを行った。
- YouTube登録者数100万人を記念して贈呈される金の盾に刻む名前もリスナー投票によって決められたが、『SIXFONIA』は銀の盾時に使ったとして選択肢に入らなかった。そんな投票のなか、名前は『これが結果だ____。』に決定した。

## メンバー
| 名前       | メンバーカラー | 誕生日   |
| ---------- | -------------- | -------- |
| 暇72       | 赤             | 2月9日   |
| 雨乃こさめ | 水色           | 6月23日  |
| いるま     | 紫             | 2月20日  |
| LAN        | ピンク         | 4月18日  |
| すち       | 緑             | 12月18日 |
| みこと     | 黄色           | 11月25日 |

## 略歴
2022年
- 7月3日 - いれいすのないこと、すたぽらのCoe. がゲストプロデューサーを務める新たな歌い手グループを作るオーディション、『Project Nova Create』が始まった。これにより新グループ6人のメンバーが選ばれた。
- 8月11日 - 新グループのシルエットが公開。
- 8月12日 - 新グループお披露目の生放送が行われ、6人のメンバーを公開。同日、デビュー曲『J0KER×JOK3R』公開。
- 10月9日 - いれいす、すたぽらと共に株式会社VOISINGを設立、所属することを発表。

2023年
- 1月29日 - オリジナル楽曲の各種音楽配信サイトでの配信を開始。
- 2月11日 - YouTubeチャンネル登録者数10万人突破。グループ結成半年の１日前での達成であった。
- 2月13日 - メンバーのすちが歯列矯正の手術のため1ヶ月程活動を休止する予定と発表。[6]
- 6月18日 - すちの喉にポリープができていたことを発表。[7]8月にポリープ摘出手術を行う影響で、活動休止期間が延長した。
- 8月11日 - チャンネル登録者20万人を突破。
- 8月12日 - グループ結成1周年記念。[注釈 2]
- 9月17日 - すちがグループに復帰。約7ヶ月ぶりに6人での活動を再開した。
- 10月1日 - グループとメンバーそれぞれの公式LINEを開設。同日、オリジナル曲のインスト音源の配布を開始。
- 11月5日 - YouTubeでのメンバーシップを開始。

2024年
- 1月14日 - 1stワンマンライブを東京ガーデンシアターにて、昼と夜の2部制で開催することを発表。
- 2月18日 - 1stアルバム『Six -n0te-』発売。
- 3月20日 - 1stワンマンライブ『Desperate Track』を開催。総動員数は14,000人以上。
- 5月4日 - YouTubeチャンネル登録者数が50万人を突破。
- 7月28日 - 翌日29日付で所属事務所『株式会社VOISING』からの退所・独立を発表。
- 7月29日 - VOISINGから独立。
- 8月12日 - グループ結成2周年。
- 8月30日 - YouTubeチャンネル登録者数60万人を突破。
- 10月20日 - 第2弾スイーツパラダイスコラボ[8]および東武動物公園とのコラボ[9]を発表。同日、ワンマンライブ後のすちの活動休止を発表[10]。11月上旬に復帰。
- 10月26日/27日 - 幕張メッセイベントホールにて、2ndワンマンライブ『Six-tuation vol.1 CHAOS』を２日間に渡って開催。[11]総動員数は約18,000人。
- 10月27日 - ライブの最後に会場内のモニターにて、2025年グループ初のライブツアーを開催することを発表。
- 11月9日〜12月14日 - 毎週土曜日に各メンバーソロのオリジナル曲を投稿。
- 12月20日 - YouTubeチャンネル登録者数75万人を突破。

2025年
- 1月5日 ‐ 1stツアーライブ「Lodious Takt」の開催を発表。[12]
- 1月11日 - YouTubeチャンネル登録者数80万人を突破。
- 2月12日 - 1stシングル「Lodious Takt」をリリース。[13]同日、オリジナル楽曲46曲のサブスク解禁＆日本全国約600校の高校で新曲『Lodious Takt』の放送決定[14]オリコンデイリーランキングにてシングル部門にて第一位を獲得した
- 2月24日、ソロ曲を含む計31曲が各種音楽配信サービスにて配信された。
- 2月26日、Youtubeチャンネル登録者数90万人を突破。
- 4月30日、Youtubeチャンネル登録者数100万人を突破。
- 5月11日、有明アリーナにてグループ結成後初となるツアーライブを完走。

## 楽曲
| 日付           | 楽曲名                         | 収録アルバム             |
| -------------- | ------------------------------ | ------------------------ |
| 2022年8月12日  | J0KER×JOK3R                    | Six -n0te-               |
| 2022年9月4日   | SHALL WE GONG!?!? -1st battle- | Six -n0te-               |
| 2022年10月10日 | eND oF FaNTaSY.                | Six -n0te-               |
| 2022年11月27日 | SCRaP&ReV0LuT1oN               | アルバム未収録           |
| 2022年12月23日 | 絶対！キメツケ症候群           | six -n0te-               |
| 2022年12月31日 | Can We Jazz?                   | アルバム未収録           |
| 2023年1月1日   | 六陣革命                       | アルバム未収録           |
| 2023年1月29日  | ただ想う、君がため。           | アルバム未収録           |
| 2023年2月12日  | 6-4-Sweets                     | アルバム未収録           |
| 2023年4月15日  | 「好き」のかくれんぼ           | アルバム未収録           |
| 2023年6月4日   | しっくす。                     | アルバム未収録           |
| 2023年7月29日  | iN THe NiTe PooL               | アルバム未収録           |
| 2023年8月12日  | 1ST OF ACE                     | Six -n0te-               |
| 2023年9月17日  | home                           | Six -n0te-               |
| 2023年10月7日  | 僕らはその手を離さない。       | アルバム未収録           |
| 2023年10月28日 | アンダーリズムサーカス         | Six -n0te-               |
| 2023年12月2日  | DOIN'GONG!!! -2nd battle-      | アルバム未収録           |
| 2023年12月23日 | 僕だけの声を                   | アルバム未収録           |
| 2024年1月1日   | 六幻                           | アルバム未収録           |
| 2024年1月20日  | Despareate Track               | Six -n0te-               |
| 2024年2月3日   | d0gmq                          | Six -n0te-               |
| 2024年2月18日  | 最初の1歩                      | Six -n0te-               |
| 2024年2月18日  | Never Ending Story             | Six -n0te-               |
| 2024年2月18日  | サイファーマインド             | Six -n0te-               |
| 2024年2月18日  | 生々流転                       | Six ‐n0te‐A盤限定収録    |
| 2024年2月18日  | 君は、僕だ。                   | Six ‐n0te‐B盤限定収録    |
| 2024/3/23      | 2 many fighterz                | アルバム未収録           |
| 2024/4/14      | Ready!!!!!!!                   | アルバム未収録           |
| 2024/6/15      | MeDi信                         | アルバム未収録           |
| 2024/7/20      | Kiss in the Dark               | アルバム未収録           |
| 2024/8/12      | ReaLies                        | アルバム未収録           |
| 2024/8/12      | Burn it All                    | アルバム未収録           |
| 2024/9/14      | Precious                       | アルバム未収録           |
| 2024/10/5      | Sledgehammer                   | アルバム未収録           |
| 2024/11/2      | Genesix                        | アルバム未収録           |
| 2024/11/9      | Magic (みことソロ曲)           | アルバム未収録           |
| 2024/11/16     | BURN-OUT (すちソロ曲)          | アルバム未収録           |
| 2024/11/23     | 灯 (LANソロ曲)                 | アルバム未収録           |
| 2024/11/30     | REC.TRUE(いるまソロ曲)         | アルバム未収録           |
| 2024/12/7      | ジグザグ(こさめソロ曲)         | アルバム未収録           |
| 2024/12/14     | 最酊。(暇72ソロ曲)             | アルバム未収録           |
| 2025/1/1       | 廻                             | アルバム未収録           |
| 2025/2/12      | Lodious Takt                   | Lodious Takt             |
| 2025/2/12      | 君の弱さにキスをする。         | Lodious Takt             |
| 2025/2/12      | バッドエンドサーカス           | Lodious Takt             |
| 2025/2/12      | Represent (いるま×暇72)        | Lodious Takt※A盤限定収録 |
| 2025/2/12      | 面影 (こさめ×すち)             | Lodious Takt※B盤限定収録 |
| 2025/2/12      | Dearest (みこと×LAN)           | Lodious Takt※C盤限定収録 |
| 2025/4/4       | いみないや                     | アルバム未収録           |
| 2025/6/6       | オシカツ？                     | アルバム未収録           |
| 2025/7/26      | シンギュロイド                 | アルバム未収録           |
| 2025/8/12      | Shout on Three!                | アルバム未収録           |

## ディスコグラフィー

### アルバム
|     | 発売日                                    | タイトル   | 規格                                       | 規格品番              | 順位                          |
| --- | ----------------------------------------- | ---------- | ------------------------------------------ | --------------------- | ----------------------------- |
| 1st | 2024年2月18日（CD） 2025年2月12日（配信） | Six -n0te- | CD+特典 （オンライン握手会抽選応募券封入） | SXFN-0001 【初回盤A】 | 7位 （デイリーランキング1位） |
| 1st | 2024年2月18日（CD） 2025年2月12日（配信） | Six -n0te- | CD+特典 （オンライン握手会抽選応募券封入） | SXFN-0002 【初回盤B】 | 7位 （デイリーランキング1位） |
| 1st | 2024年2月18日（CD） 2025年2月12日（配信） | Six -n0te- | 1CD                                        | SXFN-0003 【通常盤A】 | 7位 （デイリーランキング1位） |
| 1st | 2024年2月18日（CD） 2025年2月12日（配信） | Six -n0te- | 1CD                                        | SXFN-0004 【通常盤B】 | 7位 （デイリーランキング1位） |

### CDシングル
|     | 発売日        | タイトル     | 規格                                      | 規格品番            | 順位 |
| --- | ------------- | ------------ | ----------------------------------------- | ------------------- | ---- |
| 1st | 2025年2月12日 | Lodious Takt | CD＋特典 (オンライン握手会抽選応募券封入) | SXFN-0005【通常盤】 | 2位  |
| 1st | 2025年2月12日 | Lodious Takt | CD＋特典 (オンライン握手会抽選応募券封入) | SXFN-0006【A盤】    | 2位  |
| 1st | 2025年2月12日 | Lodious Takt | CD＋特典 (オンライン握手会抽選応募券封入) | SXFN-0007【B盤】    | 2位  |
| 1st | 2025年2月12日 | Lodious Takt | CD＋特典 (オンライン握手会抽選応募券封入) | SXFN-0008【C盤】    | 2位  |